# Deense parlementsverkiezingen 1966
Op 22 november 1966 werden parlementsverkiezingen gehouden in Denemarken hoewel de verkiezingen in Groenland pas op 6 december plaatsvonden. De Sociaaldemocraten bleven de grootste partij in het Folketing met 69 van de 179 zetels. De opkomst was 88,6% in Denemarken, 48,8% in de Faeröer en 59,0% in Groenland.

## Resultaten
| Denemarken                 | Denemarken | Denemarken | Denemarken | Denemarken |
| Partij                     | Stemmen    | %          | Zetels     | +/–        |
| -------------------------- | ---------- | ---------- | ---------- | ---------- |
| Socialdemokraterne         | 1.068.911  | 38,2       | 69         | –7         |
| Venstre                    | 539.027    | 19,3       | 35         | –3         |
| Conservatieve Volkspartij  | 522.028    | 18,7       | 34         | –2         |
| Socialistische Volkspartij | 304.437    | 10,9       | 20         | +10        |
| Radikale Venstre           | 203.858    | 7,3        | 13         | +3         |
| Liberalt Centrum           | 69.180     | 2,5        | 4          | Nieuw      |
| Onafhankelijkheidspartij   | 44.994     | 1,6        | 0          | –5         |
| Communistische Partij      | 21.553     | 0,8        | 0          | 0          |
| Rechtvaardigheidspartij    | 19.905     | 0,7        | 0          | 0          |
| Onafhankelijken            | 114        | 0,0        | 0          | 0          |
| Ongeldige/Blanco stemmen   | 8.297      | –          | –          | –          |
| Totaal                     | 2.802.304  | 100        | 175        | 0          |
| Faeröer                    |            |            |            |            |
| Gelijkheidspartij          | 3.864      | 36,6       | 1          | 0          |
| Volkspartij                | 3.549      | 33,6       | 1          | +1         |
| Eenheidspartij             | 3.156      | 29,9       | 0          | –1         |
| Ongeldige/Blanco stemmen   | 52         | –          | –          | –          |
| Totaal                     | 10.621     | 100        | 2          | 0          |
| Groenland                  |            |            |            |            |
| Onafhankelijken            | 6.522      | 100        | 2          | 0          |
| Ongeldige/Blanco stemmen   | 138        | –          | –          | –          |
| Totaal                     | 6.660      | 100        | 2          | 0          |

| Stemming | Stemming | Stemming | Stemming | Stemming |
| -------- | -------- | -------- | -------- | -------- |
|          |          |          |          |          |
| A        | A        |          | 38,26%   | 38,26%   |
| D        | D        |          | 19,29%   | 19,29%   |
| C        | C        |          | 18,68%   | 18,68%   |
| F        | F        |          | 10,90%   | 10,90%   |
| B        | B        |          | 7,30%    | 7,30%    |
| L        | L        |          | 2,48%    | 2,48%    |
| U        | U        |          | 1,61%    | 1,61%    |
| K        | K        |          | 0,77%    | 0,77%    |
| E        | E        |          | 0,71%    | 0,71%    |
| Anderen  | Anderen  |          | 0,00%    | 0,00%    |

### Kiesdistrict
| Kandidaat                           | Partij                              | Stemmen                             | %                                   | Opmerking                           |
| Groenland (Nooderlijk Kiesdistrict) | Groenland (Nooderlijk Kiesdistrict) | Groenland (Nooderlijk Kiesdistrict) | Groenland (Nooderlijk Kiesdistrict) | Groenland (Nooderlijk Kiesdistrict) |
| ----------------------------------- | ----------------------------------- | ----------------------------------- | ----------------------------------- | ----------------------------------- |
| Knud Hertling                       | Onafhankelijk                       | Niet betwist                        | Niet betwist                        | Verkozen                            |
| Groenland (Zuidelijk Kiesdistrict)  |                                     |                                     |                                     |                                     |
| Nikolaj Rosing                      | Onafhankelijk                       | 3.677                               | 56,3                                | Verkozen                            |
| Ulrik Rosing                        | Inuit Partij                        | 1.367                               | 20,9                                |                                     |
| Erling Høegh                        | Onafhankelijk                       | 1.291                               | 19,8                                |                                     |
| Jørgen Olsen                        | Onafhankelijk                       | 200                                 | 3,1                                 |                                     |
| Ongeldige/Blanco stemmen            | Ongeldige/Blanco stemmen            | 130                                 | –                                   |                                     |
| Totaal                              | Totaal                              | 6.665                               | 100                                 |                                     |